# Evangelisches Mörike-Gymnasium Stuttgart

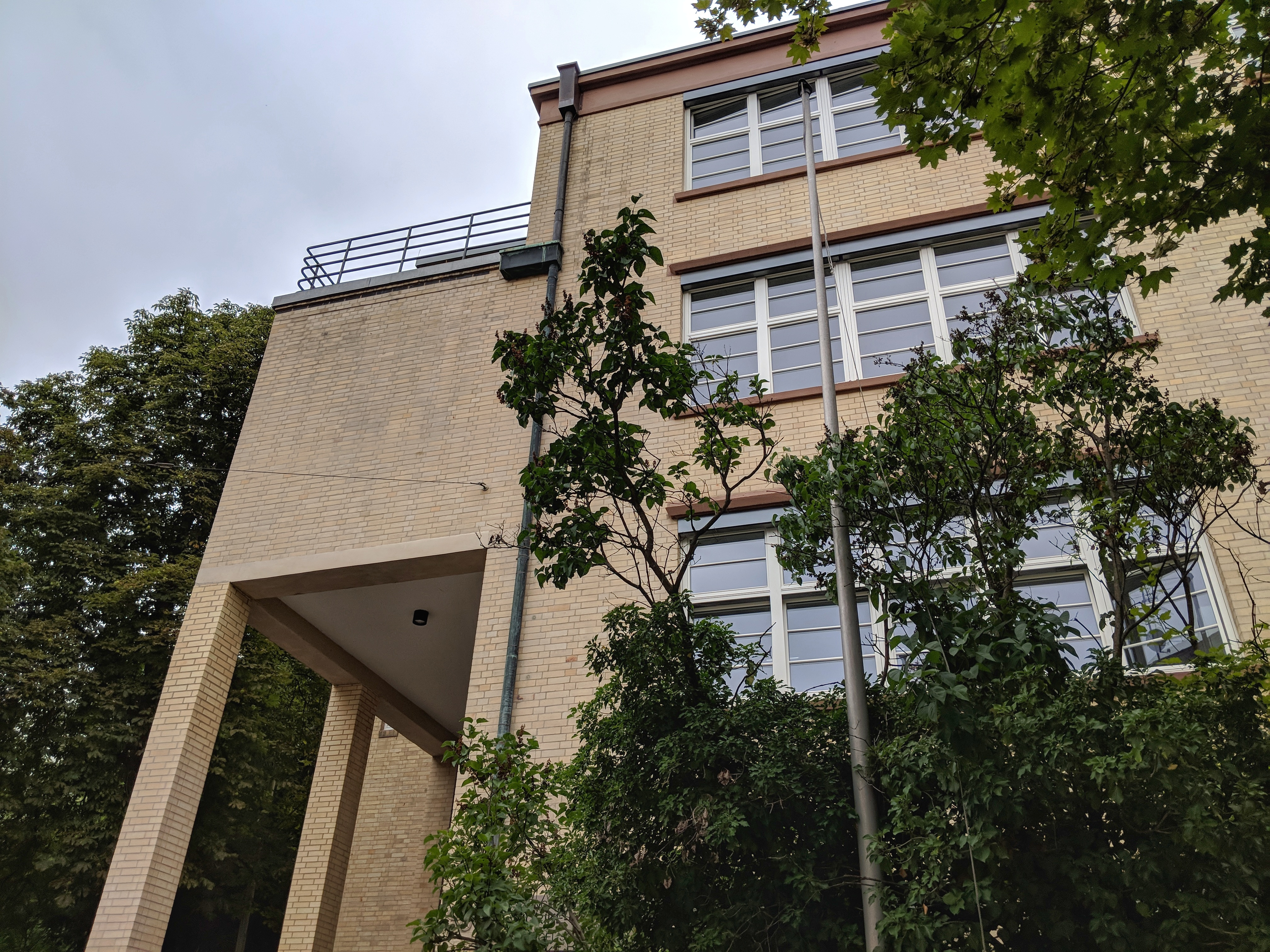
Das Schulgebäude von außen

Das Evangelische Mörike Stuttgart ist eine staatlich anerkannte Schule in freier Trägerschaft. Träger ist die Evangelische Schulstiftung Stuttgart.

## Geschichte
Die Schulgeschichte des Mörike-Gymnasiums in Stuttgart reicht zurück bis in das Jahr 1836, als Friedrich Weidle als Hauslehrer die Töchter von Friedrich und Charlotte Reihlen im Haus der Familie unterrichtete. Weidles Wirken zog bald weitere Interessierte aus pietistischen Kreisen an, die ihre Kinder auch in Weidles Obhut gaben. Neben Weidles Unterrichtung gab Charlotte Reihlen Gesangs- und Handarbeitsunterricht. Bald gab es Bedarf an weiteren Lehrern und bezog man eigene Räumlichkeiten im Eberbachschen Haus in der Marienstraße. Friedrich Reihlen ließ ein neues Haus in der Eberhardstraße 1 erbauen, dessen Obergeschoss Weidle mit 49 Schülerinnen zu Ostern 1841 bezog. Hieraus ging das Weidle’sche Töchterinstitut hervor. Im Jahr 1856 lernten bereits 500 Schülerinnen in einem eigenen Schulgebäude in der Tübinger Straße. Nachdem Weidle 1869 einen Schlaganfall erlitten hatte, berief man den Pfarrer August Schmid zu dessen Nachfolger und errichtete in der Paulinenstraße das Evangelische Töchterinstitut. Seit 1929 ist die Schule in einem – inzwischen unter Denkmalschutz stehenden – Gebäude in der Arminstraße in Stuttgart-Süd untergebracht. 1954 bekam das Gymnasium seinen heutigen Namen.
Seit 1967 gibt es für die jüngeren Schüler einen Hort (früher „Tagheim“ genannt), wo sie nach der Schule Essen bekommen und pädagogisch betreut werden. Es existiert auch eine Hausaufgabenbetreuung.
Alle Schüler haben seit 1982 die Möglichkeit, das fünf Gehminuten entfernt liegende „Schülerhaus“ in der Böheimstraße zu besuchen, wo es einen Mittagstisch und diverse Freizeitangebote gibt. Dieses bietet auch sozialpädagogische Angebote, und vieles mehr. Im Oktober 2009 wurde dem Schülerhaus der Bürgerpreis für „Nachhaltigkeit“ verliehen.
1978/1979 wurde nach 137 Jahren die Koedukation eingeführt. Im „Lämmerstall“ (diesen Spitznamen hatten die Schülerinnen ihrer Schule zu Beginn des 20. Jahrhunderts gegeben) hielten die Jungs Einzug. 1988 machte dann der erste gemischte Jahrgang (16 Jungen und 53 Mädchen) Abitur im Mörike-Gymnasium.
1984 war das Mörike-Gymnasium das erste Gymnasium in Baden-Württemberg, in dem man Spanisch als dritte Fremdsprache wählen konnte.
1988 wurde der „Gymnasialzug mit verstärktem Musikunterricht“ eingeführt.
Von 2012 bis 2017 wurde das Mörike-Gymnasium grundlegend saniert und technisch neu ausgestattet.
Seit 2012 wird außerdem ein Realschulzug angeboten. Durch die Neuausrichtung als Schulzentrum will das Mörike verstärkt auf individuelle Förderung und ein durchlässiges Schulsystem setzen. Seit 2016 hat die Realschule eine eigene Schulleitung.

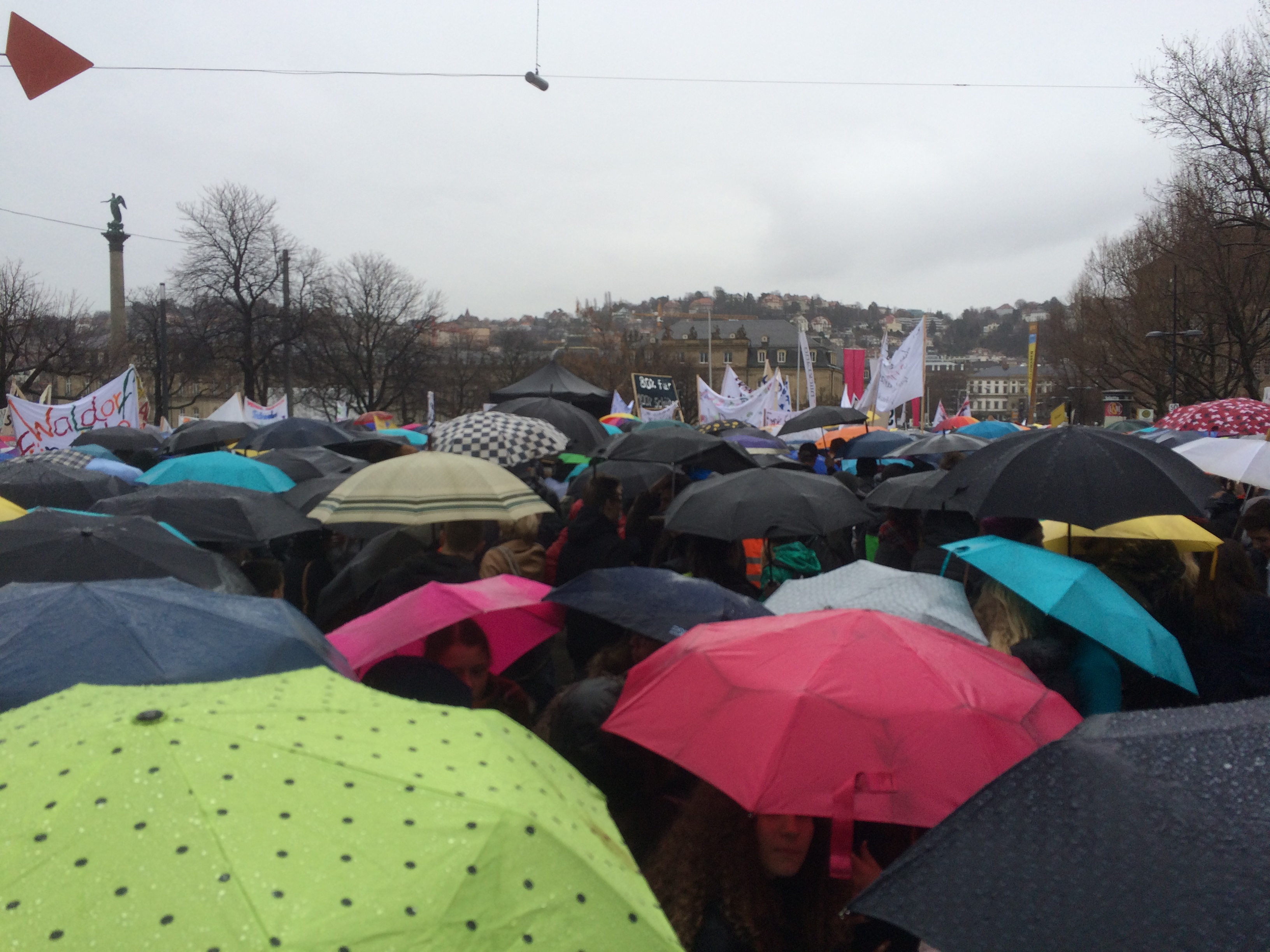
Demonstration für mehr Landesmittel

Am 9. März 2017 nahm ein Großteil der Schüler an der Kundgebung Freie Bildung unter freiem Himmel für mehr Landesmittel an nicht-staatlichen Bildungseinrichtungen auf dem Stuttgarter Schlossplatz teil. Im Nachhinein wurde kritisiert, dass im Zeitraum der Kundgebung kein Unterricht stattfand. Zwar gab es für Schüler die Möglichkeit im Schulhaus zu bleiben und nicht an der Demonstration teilzunehmen, jedoch wurde das erst am Tag der Veranstaltung bekanntgegeben.
Seit dem Schuljahr 2018/19 wird zusätzlich ein Aufbaugymnasium angeboten. Das Aufbaugymnasium schließt an einen mittleren Bildungsabschluss an und umfasst drei Schuljahre. Im ersten Jahr findet der Unterricht im Klassenverband statt. In den folgenden beiden Jahren werden die Schülerinnen und Schüler im gemeinsamen Kurssystem der Gymnasialen Oberstufe unterrichtet mit dem Ziel der Allgemeinen Hochschulreife.

## Grundsätze
Das Evangelische Mörike Stuttgart verbindet eine ganzheitliche schulische Ausbildung mit einer sozialen und religiösen Erziehung. Ziel soll die Vermittlung christlicher Werte, eine gefestigte Lebensorientierung und die Gemeinsamkeit aller mit dem Mörike verbundener Menschen sein (Schüler, Lehrer, Eltern). Die Mitarbeit der Eltern ist ausdrücklich erwünscht. Es gibt eine sogenannte drittelparitätisch besetzte „gemeinsame Schulrunde“, an der Eltern, Lehrer und Schüler beteiligt sind.

## Schultypisches
Jeden Donnerstag vor Unterrichtsbeginn findet eine Andacht statt, die die Schüler selber gestalten können. Bis Mitte der 1990er-Jahre war der Besuch der Andacht bis zur 10. Klasse Pflicht. Inzwischen ist er ab der Mittelstufe freiwillig und wird von den Schülern immer gerne wahrgenommen. Außerdem werden über das Jahr verteilt mehrere Gottesdienste gestaltet.
Das Evangelische Mörike-Gymnasium unterhält aktuell ein Schüleraustauschprogramm mit einer Schule in Frankreich.
In der Gruppe ShS – Schüler helfen Schülern – ist ein innerschulischer Nachhilfedienst eingerichtet.
Popularität erlangten innerhalb der Schulkultur die zahlreichen weiteren angebotenen AGs. Hier ist die Theater-AG hervorzuheben.
Zudem widmet sich eine schuleigene Psychologin den Schülern. Projekte zur Unterstützung von Klassengemeinschaften sind hier zu nennen.
Klassenintern wird häufig auch an weiteren Projekten teilgenommen.
Das Eberhard-Ludwigs-Gymnasium und das Mörike-Gymnasium bieten zusammen, als die beiden einzigen Gymnasien in Stuttgart, Musik als Hauptfach an. Die Schule vergibt jährlich Preise für herausragende Leistungen in den Fächern Musik und Kunst. Im Jahr 2004 wurde zum ersten Mal der „Rebekka Merz“-Preis verliehen. In Gedenken an die ehemalige Schülerin Rebekka Merz, die 2003 mit 17 Jahren an Leukämie starb, wurde der Preis für herausragende soziale Dienste gestiftet.
Am Evangelischen Mörike-Gymnasium gibt es seit 1986 eine Schülerzeitung. Damit war das Mörike-Gymnasium eine der ersten Schulen in Stuttgart, an denen es eine Schülerzeitung gab. Die Schülerzeitung namens „Eduard“ erschien in den vergangenen Jahren immer wieder vereinzelt. Heutzutage ist sie unter dem Namen „Pelikan“ online zu finden.

## Diakonische und berufsorientierende Praktika
Das evangelische Mörike-Gymnasium war auch Pionier in der Entwicklung des Sozialpraktikums. Es war die erste Schule in Baden-Württemberg, deren Schüler ein Praktikum in einer diakonischen Einrichtung absolvieren müssen. Schüler der neunten Klassen führen das Praktikum innerhalb von 5 Werktagen in verschiedensten Bereichen der Diakonie durch, die sie sich selbst aussuchen können. Nach dem Vorbild des evangelischen Mörike-Gymnasiums bieten zwischenzeitlich immer mehr Schulen ein Sozialpraktikum an.
Eine weitere Schlüsselrolle übernahm das Mörike-Gymnasium in der Entwicklung des BOGy (Berufsorientierung am Gymnasium). Als erstes Gymnasium stellte die Schule für bestimmte Zeiträume Schüler der oberen Klassen vom Unterricht frei, unter der Auflage, dass diese solange ein Praktikum zur Berufsfindung in einer freigewählten Branche absolvieren. Das wurde davor nur an Realschulen angeboten und wird seit dem Pilotprojekt am evangelischen Mörike-Gymnasium von diversen anderen Gymnasien in ganz Deutschland in ähnlicher Weise durchgeführt.

## Gemeinsame Schulrunde
Die Gemeinsame Schulrunde (GSR) ersetzt am Evangelischen Mörike die in staatlichen Schulen übliche Schulkonferenz. Die GSR ist drittelparitätisch mit 10 Lehrern, 10 Schülern und 10 Eltern besetzt. Die GSR wird von der Schulleitung geleitet.

## Arbeitsgemeinschaften
Am Mörike-Gymnasium standen 2018 31 Arbeitsgemeinschaften zu Wahl.

### Musikalischer Bereich
- Chor Unterstufe
- Chor (Klasse 8 – J2)
- Orchester (Klasse 8 – J2)
- Unterstufen-Holzbläser AG
- Unterstufen-Streicher AG
- Unterstufen-BigBand
- Blechbläserensemble
- Jazz-AG
- Korrepetition

### Sprachen
- Japanisch-AG (am Königin-Charlotte-Gymnasium)[10]
- Vorbereitung auf das CambridgeCertificate (2. Halbjahr)

### Naturwissenschaftlicher Bereich
- mach MI(N)T!

### Technischer Bereich
- Eduard AG[11]

### Sport
- Tanz AG
- Zirkus- und Akrobatik
- Kletter AG
- Volleyball AG
- Das MÖRIKE hilft-AG

### Prävention
- Streitschlichter
- Suchtprävention
- Schulsanitätsdienst
- Schülermediencoaches[12]

### Nachhaltigkeit
- Umwelt AG
- Upcycling-AG
- Fairtrade AG

### Sonstiges
- Schülercafé-Team
- Theater Mittel- und Oberstufe
- Kunst AG
- Schach-AG
- Schülerbibelkreis
- Pelikan Schülerzeitung

## Persönlichkeiten

### Schulleitung
- 1841–1869 Friedrich Weidle
- 1869–1873 August Schmid
- 1873–1896 Michael Benzinger
- 1896–1917 Christian Dietrich
- 1917–1927 Alfred Lotze
- 1927–1948 Hermann Class
- 1949–1958 Wilhelm Reimold
- 1958–1966 Friedrich Grosch
- 1966–1981 Peter Müller
- 1982–1989 Ulrich Krämer
- 1989–1997 Walther Kummerow
- 1997–2021 Volker Störzinger (Stellv. Schulleiter des Gymnasiums)[13]
- 1998–2019 Sonja Spohn (Schulleiterin des Gymnasiums)
- 2016–2022 Katina Braun (Schulleiterin der Realschule)
- seit 2019 Daniel Steiner (Schulleiter des Gymnasiums und des Schulverbunds)[14]
- seit 2019 Milena Schaufelberger (Stellv. Schulleiterin der Realschule 2019–2022; seit 2023 Schulleiterin der Realschule / Stellv. Schulleiterin des Schulverbunds)
- seit 2021 Silvia Lehbrink (Stellv. Schulleiterin Gymnasium)

### Ehemalige, bekannte Schüler
- Alice Bloch (1883–1971), am Töchterinstitut, Gymnastiklehrerin
- Natalia Wörner (* 1967), Schauspielerin
- Michael Jelden (* 1971), Abitur 1990, Musiker, Geigenvirtuose
- Tim Eitel (* 1971), Abitur 1991, Maler
- Jasmin Lord (* 1989), verließ Stuttgart vor dem Abitur, Schauspielerin
- Karin Maag (* 1962), Abitur, Bundestagsabgeordnete der CDU für den Wahlkreis Stuttgart II[15]
- Aurel Mertz (* 1989), Abitur, Komiker und Moderator